# زنان در کسب‌وکار

ازآن جا که حدود نیمی از جوامع بشری را زنان تشکیل می‌دهند توجه به این امر، نقش مهم و تأثیرگذاری در گسترش وتوسعه اقتصاد کشورها دارند که از دوجنبه قابل بحث و گفتگو است از سویی زنان به عنوان نیمی از جامعه، افراد مهارت دیده ودارای تحصیلات عالیه ای هستند که سهمی در زمینه گسترش کسب و کارو کارآفرینی دارند واز سویی دیگر به عنوان نقش مهمی که درخانواده دارند بر نیمه دیگر جامعه هم تأثیرگذار هستند.
توجه به استعداد ونقش زنان در توسعهٔ کشورها ضرورت دارد. بسیاری از دولت‌ها در بحران‌های اقتصادی توانسته‌اند با اتخاذ تدابیر و سیاستها و بهره‌مندی از نیروی کار زنان بر بحران‌های جامعهٔ خود فایق آیند و درمسیر توسعه موفق شوند.
با افزایش جمعیت، جوامع وسازمانهابه سرعت در حال گسترش و پیشرفت هستند و وجود رقابت اقتصادی درسطح جهانی، کشورها را ناگزیر از زمینه‌سازی لازم برای باقی ماندن در عرصه اقتصاد کرده‌است در این ارتباط توانمند سازی زنان و افزایش فعالیت اقتصادی آنان به عنوان نیمی از پیکره جامعه، حائز اهمیت فراوانی است.
موفقیت زنان در جوامع نه تنها سبب سودهای اقتصادی می‌شود بلکه منافع اجتماعی و فرهنگی هم ایجاد می‌نماید در جهان کنونی که قدرت رقابت، عاملی تعیین‌کننده برای حضور کشورها در عرصه جهانی به‌شمار می‌رود دستیابی به توسعه پایدار بدون بهره‌گیری از شایستگی‌ها و توانمندی‌های زنان محال به نظر می‌رسد.
از سوی دیگرمهارت در تنظیم خانواده که مهم‌ترین رکن بهره‌وری اقتصادی است به حد قابل قبولی به زنان خانواده وابسته است. مشارکت زنان در هزینه‌کرد درآمد خانواده، تغییر و اصلاح رفتارهای مصرفی، نظارت زنان بر نحوه مصرف خانواده، جهت دهی در مصرف وایجاد انضباط اقتصادی درمرحله اول بهره‌وری اقتصاد خانواده را بهبود می‌بخشند و در مرحله دوم فرایند توسعه اقتصادی را تسریع می‌کنند. زنان از طریق دو کانال بهبود الگوی مصرف خانواده و تربیتهوشمندانه، بهره‌وری اقتصاد خانواده را افزایش می‌دهند که این خود عامل محرکی در رشد اقتصادی جامعه است.

بنابراین سازمان‌هایی که به دنبال به دست آوردن سهم بیشتری از بازار رقابتی هستند باید در سیاست گذاری هاو برنامه‌ریزی‌های خود توجه ویژه ای به جایگاه ونقش زنان داشته باشند.
سال هاست که زنان بعنوان "دروازه بان" محصولات خانواده شناخته می شوند و همچنان تصمیم گیرنده ی نخست برای اکثر خرید های خانگی هستند .اکنون بازار پردازان صنایع مختلف ، از اتومبیل تا خدمات مالی ، و از سفرهای لوکس تا لوازم برقی ، دریافتند که زنان نه تنها کلید خریدهای خانگی را در دست داشته بلکه به شدت محرک با ارزشی در هزینه کردن برای خود و خانواده شان  می باشند.در اصل ، زنان چندین بازار(هدف) را در خود دارند:برای خود ،برای خانواده شان ، و برای دوستان و دیگرانی که با آن ها در ارتباط هستند . شرکت های با تفکر آینده نگر همواره در جستجوی راه هایی برای سرمایه گذاری در هر سه بازار مذکور هستند. به نظر می رسد با توجه به سبک زندگی چند وجهی زنان ، این شرکت ها باید مخاطب خود را زنان تعریف کرده و ضمن ارائه خدمات بهتر به این گروه ، نیازها و علایق آن ها را بهتر برآورده سازند.

در مورد زنان فراموش نکنید یک بازار فرعی نیستند .یک بازار فرعی شامل طبقه تخصصی کوچکی می‌شود مانند مزرعه داران آمیش که به موسیقی هیپ هاپ گوش می‌دهند.نه بازار زنان که بزرگترین بخش بازار هر جامعه را تشکیل می‌دهند.دلیل این ادعا هم ساده است .در اکثر خانواده‌ها زنان امور مالی خانه را کنترل می نمایند و پول خرج می‌کنند. به عبارت دیگر، داستات واقعی این است که با وجود این که فقط 51 درصد از این جمعیت را زنان تشکیل می‌دهند،آن‌ها بیش از 80 درصد قدرت خرید را به نمایش می‌گذارند.
یکی از نشانه‌های توسعه هر جامعه‌ای، فضای کسب و کاری است که توسط زنان کارآفرین راه‌اندازی و مدیریت می‌شود. زنان به عنوان یکی از مهم‌ترین سرمایه‌های انسانی، می‌توانند نقش بالقوه‌ای را در فرآیند توسعه بخش‌های اقتصادی هر جامعه‌ای ایفا کنند، که بخش کسب و کار نیز از این مهم مبرا نیست. مشارکت زنان در فعالیت‌های اقتصادی نه تنها در توسعه ظرفیت‌ها و توانایی‌های زنان، بلکه در فرآیند توسعه اقتصادی و اجتماعی جامعه نقش کلیدی داشته و دارد. 
تأثیر نیروی کار زنان، نیروی کار مردان، درآمد و تورم بر شاخص کلی فضای کسب و کار برای 8 کشور منتخب در حال توسعه از جمله ایران، طی دوره زمانی 2006 تا 2014 مورد مطالعه قرار گرفته‌است. برای برآورد اثرات متغیرها، از تکنیک هم انباشتگی پانلی به شیوه حداقل مربعات معمولی پویا (DOLS) استفاده شده‌است. نتایج حاصله حاکی از آن است که متغیرهای نیروی کار زنان و مردان دارای تأثیر مثبت و معنی‌دار بر شاخص کلی فضای کسب و کار هستند.
براساس نتایج رگرسیونی، زنان در کنار مردان نقش قابل توجهی را در بهبود فضای کسب و کار ایفا می‌کنند، ولی با این وجود، ضریب تأثیرگذاری نیروی کار زنان کمتر از نیروی کار مردان است، که این أمر با شرایط فضای کسب و کار کشورهای مورد بررسی کاملا همخوانی دارد. درآمد نیز دارای تأثیر مثبت و معنی‌دار بر شاخص کلی فضای کسب و کار است، ولی تورم دارای تأثیر منفی و معنی‌دار بر شاخص کلی فضای کسب و کار است.